# 朝日奈央のキラめきスポーツ〜キラスポ〜
『朝日奈央のキラめきスポーツ〜キラスポ〜』（あさひなおのキラめきスポーツ キラスポ）は、毎日放送にて2020年10月から2024年3月まで放送されたスポーツ番組。朝日奈央が司会を務める冠番組である。

## 概要
日本では余り注目されてこなかった競技にスポットを当て、その魅力を世の中に紹介していく朝日奈央が司会のスポーツ番組。
2019年12月に設立された、MBSメディアホールディングス傘下のスポーツ事業部門「MGスポーツ」株式会社が製作するコンテンツの一つとして企画され、女性タレント・朝日奈央の初冠番組として毎日放送（ビデオユニテ）が制作を担当した。

## 放送
放送は毎日放送にて、月曜（日曜深夜）0:50 - 1:20の月一回を基本とし、週は固定せず中旬頃を目途にしている。放送後から期間限定で、TVerやMBS動画イズムなどの無料配信サービスで全国視聴が可能である。
2021年春からは、資本関係のあるGAORA SPORTSでリピート放送を開始している。そのほか一部の地方局（静岡放送、琉球放送など）でも遅れネットで放送している。

## 出演者
MCキャスター
- 朝日奈央

進行サポーター
- 安東弘樹 アナウンサー

ナレーション
- 田子千尋

## 歴代の主なコーナー
奈央が会いたい !
朝日奈央および安東弘樹が、実際にスポーツ現場に赴き実体験する当番組のメイン企画。
安東弘樹の徹底解説
本日のスポーツテーマを、安東弘樹がフリップボード（アイウエオ作文形式など）で解説。
アンディ・マジック
安東弘樹（アンディ）が注目するパラアスリートにスポットを当てたレポート企画。
アンディ・リサーチ
安東弘樹が関係者から直に聞き込み調査する企画。
ニッポン×SPORT 津々キラキラ
特定のマイナースポーツが盛んな地域を探訪するドキュメンタリー企画。
中学生ダンス部 応援プロジェクト
中学生ダンス編をきっかけに第19回放送より始まった、中学校ダンス部選手権大会を応援する企画。
OSAKA SPORTS GROOVE（オーサカ・スポーツ・グルーヴ）
大阪のプロスポーツを活性化させる支援企画。
#わたしのキラスポ
視聴者から募集した地元のマイナースポーツを取材する企画。
奈央に聞きたい !
朝日奈央に質問をぶつけるミニコーナー。

## 放送履歴
| #      | 放送日                     | メインテーマ               | アスリート | サブテーマ                          | 出典   |
| 2020年 | 2020年                     | 2020年                     | 2020年 | 2020年                              | 2020年 |
| ------ | -------------------------- | -------------------------- | --- | ----------------------------------- | ------ |
| 1      | 10月19日（18日深夜）       | ソフトテニス               | 船水颯人選手（ヨネックス、日本代表）、早稲田大学軟式庭球部（小野寺剛監督、上松俊貴選手） 東京女子体育大学ソフトテニス部（林田リコ選手、武田博子監督、島津佳那選手）                                       | -                                   | [ 4 ]  |
| 2      | 11月23日（22日深夜）       | 関西学生アメフト           | 神戸大学レイバンズ（杉野太郎主将） 関西外国語大学リンクス（澤木由衣監督） | 一ノ瀬メイ （パラスイマー）         | [ 5 ]  |
| 3      | 12月14日（13日深夜）       | 高校女子サッカー           | 関東・高校女子サッカー部（十文字、前橋育英、日本航空、宇都宮文星） 東京・修徳高校女子サッカー部（土谷葵主将、有賀重和監督）                                                                               | 瀬立モニカ （パラカヌー）           | [ 6 ]  |
| 2021年 |                            |                            | |                                     |        |
| 4      | 1月25日（24日深夜）        | ラクロス                   | 山田幸代プロ（元日本およびオーストラリア代表）、社会人クラブ STEALERS（池川健選手） 慶應義塾大学女子ラクロス部（清水珠理主将、大久保宜浩ヘッドコーチ、鈴川英選手）                                        | 瀬立モニカ （パラカヌー）           | [ 7 ]  |
| 5      | 2月22日（21日深夜）        | 7人制ラグビー （セブンズ） | 桑井亜乃選手（アルカス熊谷、元女子日本代表）、東京高校ラグビー部（二ノ丸友幸プロコーチ） セブンズ男子日本代表候補（坂井克行選手、副島亀里ララボウラティアナラ選手、林大成選手）                           | -                                   |        |
| 6      | 3月22日（21日深夜）        | ソフトテニス #2            | たむらけんじ（配信番組『ソフトテニスをメジャーにしたいんや！』MC） 林田和樹選手（ヨネックス、男子日本代表）、笠井佑樹選手（ナガセケンコー、女子日本代表）                                                 | 山本恵理 （パラパワーリフティング） | [ 8 ]  |
| 7      | 4月19日（18日深夜）        | ビーチバレー               | 女子日本代表候補ペア：坂口佳穂選手（マイナビ/KBSC）、村上礼華選手（ダイキアクシス） 男子日本代表候補（倉坂正人選手、土屋宝士選手）、神澤弘一会長（神奈川県ビーチバレーボール連盟）                        | -                                   | [ 9 ]  |
| 8      | 5月17日（16日深夜）        | ソフトボール               | 東京女子体育大学ソフトボール部：佐藤理恵監督（元日本代表、北京五輪金メダリスト） 大川茉由主将、久本美波投手、福島萌捕手、寺澤夏海野手、大谷聖良野手                                                       | 太田渉子 （パラテコンドー）         |        |
| 9      | 6月21日（20日深夜）        | ホッケー                   | ロッチ中岡創一（日本ホッケー協会公認アンバサダー、京都大谷高校ホッケー部出身） 東京ヴェルディ・ホッケーチーム（及川栞選手、南家未来選手）、西田範次理事長（岩手県ホッケー協会）                           | ホッケーのまち 岩手町               |        |
| 10     | 7月19日（18日深夜）        | ホッケー                   | ロッチ中岡創一、東京農業大学女子ホッケー部：吉田一男監督（元日本代表） 東京五輪女子日本代表（及川栞選手、瀬川真帆選手）、岩手町川口中学校ホッケー部                                                       | ホッケーのまち 岩手町               |        |
| 11     | 8月16日（15日深夜）        | パラスポーツ               | 齋田悟司選手（アテネ車いすテニス金メダリスト）、星野治（故人・飯塚国際車いすテニス大会初代事務局長）、前田恵理会長（日本車いすテニス協会） 高嶋活士（パラ馬術）、照井愼一コーチ（日本馬術連盟埼玉県馬連） | 車いすテニスの聖地 飯塚市           |        |
| 12     | 9月20日（19日深夜）        | 中学生ダンス               | 江戸川区立葛西第三中学校ダンス部（鹿嶋博章顧問）、栗原めぐみ審査員長（ストリートダンス協会専務理事） 日本中学校ダンス部選手権入賞校（帝塚山学院中学校、京都聖母学院中学校、同志社香里中学校）             | -                                   | [ 10 ] |
| 13     | 10月18日（17日深夜）       | スポーツクライミング       | 原田海選手（ボルダリング日本代表、東京五輪複合代表）、クライミングジムGIRI.GIRI 岡野寛ルートセッター（日本山岳・スポーツクライミング協会、国際スポーツクライミング連盟）                                  | -                                   |        |
| 14     | 11月22日（21日深夜）       | フェンシング               | 見延和靖選手（東京五輪男子エペ団体金メダリスト）、篠島優衣選手（女子エペU-17日本ランカー） 和田武真コーチ（日本フェンシング協会、NEXUSフェンシングクラブ支配人）                                          | -                                   |        |
| 15     | 12月20日（19日深夜）       | 3x3バスケットボール        | TOKYO DIME：森本由樹主将、小池真理子選手、有明葵衣選手、西田梨乃選手、小原みなみ選手、坪内瑠愛選手 吉永栄治（九州車椅子バスケットボール連盟初代会長）                                                     | 大津美穂 （車いすバスケットボール） |        |
| 16     | 2022年 1月17日（16日深夜） | 3x3バスケットボール        | TOKYO DIME 女子チーム：同上 | -                                   |        |

| #      | 放送日               | メインテーマ                       | アスリート | サブテーマ                         | 出典   |
| 2022年 | 2022年               | 2022年                             | 2022年 | 2022年                             | 2022年 |
| ------ | -------------------- | ---------------------------------- | --- | ---------------------------------- | ------ |
| 17     | 2月21日（20日深夜）  | エスキーテニス タスポニー パンポン | 宇野本翼（創始者の子孫、日本エスキーテニス連盟） 山口榮三常務理事・事務局長（創始者、日本タスポニー協会） 日立製作所インダストリアルプロダクツ日立事業所（パンポン発祥の地）                   | -                                  |        |
| 18     | 3月21日（20日深夜）  | ラグビー （ラグビーユニオン）      | 廣瀬俊朗（元日本代表主将およびセブンズ日本代表） 中川家（中川剛、中川礼二（中学・高校ラグビー部出身））                                                                                        | -                                  |        |
| 19     | 4月18日（17日深夜）  | PIST6                              | 伊勢崎彰大選手（世界選手権スプリント元日本代表）、鈴木浩太選手（2019全日本学生ロードレース年間王者） 江戸川区立葛西第三中学校ダンス部（鹿嶋博章顧問、同校卒業生ほか）                          | 中学生ダンス                       |        |
| 20     | 5月16日（15日深夜）  | ハンドボール                       | ジークスター東京（土井レミイ杏利選手、橋本明雄主将、甲斐昭人選手、 東長濱秀希選手、東江雄斗選手、細川智晃選手、小山哲也選手）                                                                  | -                                  |        |
| 21     | 6月20日（19日深夜）  | 総合関関戦                         | 関西大学応援団（鈴木れな穂団長、油田和樹リーダー部長、ほか） 関西学院大学応援団総部（高樋康平団長、門田龍馬指導部長、ほか）、関学ラクロス部女子                                                | -                                  | [ 11 ] |
| 22     | 7月18日（17日深夜）  | 水球                               | 中央大学水球部（竹村翔太郎主将、藤井渉選手） 櫻井雅浩市長（柏崎市）、牧野和博コーチ（柏崎高校水球部OB）、中村満夫（同OB）                                                                      | 水球のまち 柏崎市                  |        |
| 23     | 8月22日（21日深夜）  | 中学生ダンス #2                    | 葛西第三中学校ダンス部（鹿嶋博章顧問、ももかコーチ）、栗原めぐみ審査員長（ストリートダンス協会専務理事） 日本中学校ダンス部選手権入賞校（京都聖母学院中学校、桜丘中学校、品川女子学院）        | -                                  | [ 12 ] |
| 24     | 9月19日（18日深夜）  | 弓道                               | 成城大学体育会弓道部（坂内裕哉主将、和田直樹射手、臼井梓紗射手） ※安東弘樹の母校。安東は同弓道部24代主将 須賀加奈子（成城大学弓道部OG 42代主将、小山弓具スタッフ）                             | -                                  |        |
| 25     | 10月17日（16日深夜） | ゴルフ                             | 八巻セイラプロ（JOYXコーポレーション） サントリーサンバーズ（山村宏太監督、ほか）、JTマーヴェラス（吉原知子監督、ほか）                                                                        | V.LEAGUE                           |        |
| 26     | 11月21日（20日深夜） | アイスホッケー                     | 一橋大学アイスホッケー部（古元大輝選手、河野巴海主将、安藤秀夫監督） 貴田哲弘選手（膳所高校ラグビー部OBチーム）、大阪エヴェッサ（竹内譲次主将）                                                | マスターズ花園B.LEAGUE             | [ 13 ] |
| 27     | 12月19日（18日深夜） | ダブルダッチ                       | 東京大学ダブルダッチサークルD-act所属「Bølge」（世界大会日本代表チーム）、林銀次郎（日本学生ダブルダッチ連盟） NTTドコモレッドハリケーンズ大阪（杉下暢主将）、クボタスピアーズ（丸一達也選手） | ジャパンラグビーリーグワンV.LEAGUE |        |

| #      | 放送日               | メインテーマ                 | アスリート | サブテーマ                             | 出典   |
| 2023年 | 2023年               | 2023年                       | 2023年 | 2023年                                 | 2023年 |
| ------ | -------------------- | ---------------------------- | --- | -------------------------------------- | ------ |
| 28     | 1月16日（15日深夜）  | 新春SP                       | 2022年プレイバック総出演（日立製作所パンポン同好会、ほか） セレッソ大阪（清武弘嗣主将） | J.LEAGUE                               |        |
| 29     | 2月20日（19日深夜）  | 女子野球                     | はつかいちサンブレイズ（岩谷美里監督、御山真悠選手、磯崎由加里選手、村松珠希選手、ほか） オリックス・バファローズ（宗佑磨野手） | パシフィック・リーグ                   |        |
| 30     | 3月20日（19日深夜）  | 3x3バスケット #2 （Sリーグ） | 鄭竜基Sリーグ代表、信州松本DYNA BLACX（武井弘明GM兼選手、山崎孝一郎オーナー、渡辺匡太SWEET代表） SAITAMA LIPLA（津川隆治選手）、SAKURA（品川恭亮選手）、Dominate（井後健矢選手）、TEAM Q4湘南（鈴木颯選手） | 3x3チーム誕生秘話 松本市               | [ 14 ] |
| 31     | 4月17日（16日深夜）  | ドッジボール                 | 埼玉フォルティス（日本ドッジボール協会加盟クラブ、全国小学生ドッジボール選手権埼玉県代表） | -                                      |        |
| 32     | 5月22日（21日深夜）  | ブレイキン                   | YURIE（B-girl世界大会優勝者、ブレイクダンス講師） miyu（田井未柚、全日本ブレイキン選手権ランカー、元葛西第三中学校ダンス部部長） | -                                      |        |
| 33     | 6月19日（18日深夜）  | ブレイキン                   | 石川勝之（B-boy Katsu One、日本ダンススポーツ連盟理事ブレイクダンス本部長）、原隆（元川崎市オリンピック・パラリンピック推進室長）、Haru（全日本ブレイキン選手権ジュニア女子王者）、YURIE、相澤竜太代表（ダンススタジオWAAAPS）、細野&園田ブレイキンファミリー、KAI（ダブルダッチ世界大会優勝者） 鄭竜基Sリーグ代表、Dominate（井後健矢選手） | ブレイクダンスの聖地 川崎市3x3 Sリーグ |        |
| 34     | 7月17日（16日深夜）  | スカッシュ                   | 渡辺祥広SQ-CUBE代表（全日本スカッシュ選手権王者、日本スカッシュ協会理事）、シニア英美里選手（全日本ジュニアスカッシュ選手権U-13女子王者） | -                                      |        |
| 35     | 8月7日（6日深夜）    | Xリーグ （アメフト）         | 花田秀虎選手（NCAAコロラド州立大学）、IBM BIGBLUE（クリスチャン・オンイェチ選手、近江克仁選手）、BIG BLUEチアリーダーズ（坂本麻維キャプテン） | 中学生ダンス                           |        |
| 36     | 9月11日（10日深夜）  | 中学生ダンス #3              | 裾野市立富岡中学校ダンス同好会YSJ girasol（新倉涼楓ダンス講師、荒井賢二校長）、栗原めぐみ審査員長（ストリートダンス協会専務理事） 日本中学校ダンス部選手権入賞校（帝塚山学院中学校、京都聖母学院中学校（染谷麻珠子顧問）、葛西第三中学校（鹿嶋博章顧問、ももかコーチ））                                                                     | -                                      | [ 15 ] |
| 37     | 10月16日（15日深夜） | J3リーグ                     | FC大阪：武田太一選手兼広報、チームマスコットえふしくん、FC大阪シルバーパートナー（ら〜めん豚郎）、FC大阪サポーター | -                                      |        |
| 38     | 11月20日（19日深夜） | バドミントン                 | 淑徳巣鴨中学高等学校 女子バドミントン部（関根忠顧問（日本教職員バドミントン連盟常任理事）） 兵庫県立神戸高等学校ラグビー部OB、大阪府立天王寺高等学校ラグビー部OB | マスターズ花園2023                     |        |
| 39     | 12月18日（17日深夜） | U18バスケットボール          | 新出浩行広報（日本バスケットボール協会）、千葉経済大附属高校（坂口彩花選手、池端直樹顧問）、福岡第一高校（宮本聡・耀選手）、桜花学園高校（長門明日香監督）、東山高校（大澤徹也監督） 淑徳巣鴨中学高等学校 女子バドミントン部 | バドミントン                           |        |
| 2024年 |                      |                              | |                                        |        |
| 40     | 1月22日（21日深夜）  | パンポン #2                  | 塙信幸会長（日立市パンポン普及推進協議会）、日立グループパンポン大会出場者（ミスターパンポン加藤康広、ほか） 2023年プレイバック総出演 | パンポン発祥の地 日立市                | [ 16 ] |
| 41     | 2月19日（18日深夜）  | 女子総合格闘技               | ケイト・ロータス選手（DEEP JEWELSスーパーアトム級(49kg以下)）、横田一則代表（総合格闘技ジムK-Clann、元DEEPフェザー級・ライト級王者）、藤本修一柔道部顧問（兵庫県中学校体育連盟）、ケイトファミリー | -                                      | [ 17 ] |
| 42     | 3月18日（17日深夜）  | 卓球                         | 渋谷浩コーチ（元男子日本代表、全日本卓球選手王者）、岸田聡子監督（日本生命レッドエルフ、ジュニアアシスト卓球アカデミー）、卓球用品総合メーカー・タマス所属スタッフ | タマス卓球物語                         |        |

### 特別番組
- 『朝日奈央★アオハルダンス～中学校ダンス部の夏～』（2024年8月26日（25日深夜）放送）
  - MC朝日奈央が進行する、中学生ダンス編のスピンオフ企画
  - 出演：大阪市立市岡中学校、同志社香里中学校、吹田市立佐井寺中学校、板橋区立板橋第一中学校、トキワ松学園中学校、江戸川区立葛西第三中学校、栗原めぐみ（ストリートダンス協会専務理事）ほか